# Jógvansfjall
Jógvansfjall è una montagna alta 695 metri sul mare situata sull'isola di Vágar, nell'arcipelago delle Isole Fær Øer, in Danimarca.